# Ajax (Schiff, 1885)
Die HMS Ajax war ein Panzerschiff der gleichnamigen Klasse der Royal Navy, das in den 1870er-Jahren gebaut wurde.

## Geschichte
Die Ajax, benannt nach dem griechischen Helden war das vierte Schiff dieses Namens in der Royal Navy. Das Schiff wurde am 21. März 1876 im Slipway Nr. 4 der Pembroke Werft in Wales auf Kiel gelegt und am 10. März 1880 vom Stapel gelassen. Die Fertigstellung erfolgte am 30. März 1883 und kostete 548.393 £.
Die Ajax wurde erst am 30. April 1885 in Dienst gestellt und dem Particular Service Squadron unter dem Kommando von Admiral Geoffrey Hornby zugeteilt. In jenem Sommer untersuchte das Geschwader die Bewaffnung und Verteidigung des befestigten Hafens, Berehaven (heute Castletownbere) in Irland, gegen Torpedoboote und andere Bedrohungen. Im August 1885 wurde sie als Wachschiff in Greenock eingesetzt. 1887 kollidierte die Ajax vor der Isle of Portland versehentlich mit dem Turmschiff Devastation. Das Schiff nahm im August 1889 an den jährlichen Manövern teil. 1891 wurde das Schiff in Chatham in die Reserve überführt. Ihre sechs 150-mm-Kanonen wurden 1897 durch 150-mm-Schnellfeuerkanonen ersetzt. Im November 1901 wurde das Schiff erneut zur Werftreserve überführt und im März 1904 an Henry Castle verkauft sowie anschließend in Charlton abgewrackt.

## Technik

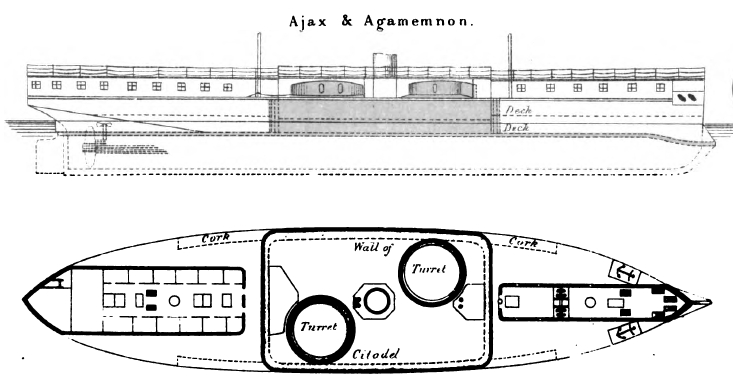
Rechter Aufriss und Plan aus Brassey's Naval Annual, 1886

Das Schiff hatte eine Gesamtlänge von 91,70 m, eine Breite von 20,10 m und einen Tiefgang von 7,20 m. Die Verdrängung lag bei 8.650 t. Die Besatzung des Schiffes bestand aus 345 Offizieren und Mannschaft.

### Antrieb
Die Ajax war mit zwei Verbunddampfmaschinen von John Penn and Sons ausgestattet, die jeweils eine Welle antrieben und insgesamt 6.000 PS (4.413 kW) entwickelten, mit der sie eine Höchstgeschwindigkeit von 13 Knoten (24 km/h) erreichte. Der Dampf wurde von zehn zylindrischen Kesseln geliefert. Das Schiff konnte maximal 986 t Kohle mitführen, was ihm bei 9 Knoten (17 km/h) eine Reichweite von 2100 Seemeilen (3900 km) ermöglichte.

### Bewaffnung
Die Hauptbewaffnung der Ajax bestand aus vier 318-mm-Kanonen in jeweils zwei in Reihe angeordneten Geschütztürmen. Die Granaten wogen 367 kg, während das Geschütz selbst 39 t schwer war. Die Geschütze hatten eine Mündungsgeschwindigkeit von 480 m/s und waren in der Lage, eine Schmiedeeisenpanzerung von 470 mm zu durchschlagen. Die Sekundärbewaffnung bestand aus zwei 152-mm-Hinterladerkanonen. Zur Verteidigung gegen Torpedoboote waren sechs schnell feuernde 57-mm-Nordenfelt-Geschütze montiert. Die Schiffe verfügten außerdem über zwei 356-mm-Torpedowerfer.

### Panzerung
Das Panzerungsschema ähnelte dem der Inflexible mit einer stark gepanzerten Zitadelle. Diese war 31,70 m lang, und bestand aus 203 bis 254 mm dicken Schmiedeeisenplatten, die an der Wasserlinie durch 254 mm Teakholz getrennt und verstärkt waren und sich oberhalb und unterhalb der Wasserlinie auf eine Panzerstärke von 381 mm in einem ähnlichen Aufbau reduzierten. Die Zitadelle wurde durch Querschotten im Bug und Heck abgeschlossen, die über Wasser 419 mm und unter Wasser 343 mm dick waren. Das gepanzerte Deck war vom Bug bis zum Heck 76 mm dick. Die Geschütztürme waren durch 356 bis 406 mm starke Verbundpanzerplatten geschützt und der Kommandoturm war von 305 mm dicken Platten geschützt.